# Iraklia (eiland)
Iraklia (Grieks: Ηρακλειά) is een klein eiland dat behoort tot de eilandengroep de Cycladen, gelegen in de Egeïsche Zee. Het eiland ligt ten zuiden van het eiland Naxos en valt onder Griekenland. Iraklia heeft een oppervlakte van 18 km².
Het eiland telt ca. 100 inwoners. Op het eiland bevinden zich de kerk en stranden van Agios Georgios, de grotten van Agios Ioannis, de Vourkaria en Livadi.